# 1308 Halleria
1308 Halleria è un asteroide della fascia principale esterna. Scoperto nel 1931, presenta un'orbita caratterizzata da un semiasse maggiore pari a 2,908251 UA e da un'eccentricità di 0,008095, inclinata di 5,559957° rispetto all'eclittica. Ha un diametro di 46,951 km, un periodo di rotazione di 6,028 ore e un'albedo di 0,038.
Fa parte della famiglia di asteroidi Charis.
Il nome è in onore di Albrecht von Haller.